# Stimmkreis Passau-West
Der Stimmkreis Passau-West (Stimmkreis 206) ist ein Stimmkreis in Niederbayern. Er umfasst die Städte Bad Griesbach i.Rottal, Pocking und Vilshofen an der Donau sowie die Gemeinden Aicha vorm Wald, Aidenbach, Aldersbach, Bad Füssing, Beutelsbach, Eging a.See, Fürstenzell, Haarbach, Hofkirchen, Kirchham, Kößlarn, Malching, Neuburg a.Inn, Neuhaus a.Inn, Ortenburg, Rotthalmünster, Ruhstorf a.d.Rott, Tettenweis und Windorf des Landkreises Passau.

## Landtagswahl 2023
Zur Landtagswahl 2023 treten folgende Parteien und Direktkandidaten im Stimmkreis Passau-West an:
| Nr. | Direktkandidat      | Partei       | Erststimmen in % | Gesamtstimmen in % | Veränderung der Gesamtstimmen im Vergleich zur Landtagswahl 2018 in % |
| --- | ------------------- | ------------ | ---------------- | ------------------ | --------------------------------------------------------------------- |
| 1   | Stefan Meyer        | CSU          | 34,8             | 31,9               | - 9,1                                                                 |
| 2   | Marc Kuhnt          | GRÜNE        | 5,4              | 5,7                | - 4,1                                                                 |
| 3   | Christian Lindinger | Freie Wähler | 24,7             | 29,7               | + 15,0                                                                |
| 4   | Manfred Böhm        | AfD          | 19,2             | 18,5               | + 4,4                                                                 |
| 5   | Johannes Just       | SPD          | 6,7              | 6,2                | - 1,2                                                                 |
| 6   | Martin Probst       | FDP          | 2,1              | 1,9                | - 2,2                                                                 |
| 7   | Christoph Graw      | LINKE        | 0,9              | 0,8                | - 1,7                                                                 |
| 8   | Josef Sailer        | BP           | 1,5              | 1,2                | - 1,0                                                                 |
| 9   | Walter Dankesreiter | ÖDP          | 3,7              | 3,1                | + 0,2                                                                 |
| 10  | Carina Horner       | V-Partei³    | 0,4              | 0,5                | ± 0,0                                                                 |
| 11  | Klaus Neutzner      | dieBasis     | 0,7              | 0,6                | + 0,6                                                                 |

## Landtagswahl 2018
Im Stimmkreis waren insgesamt 91.205 Einwohner wahlberechtigt. Die Landtagswahl am 14. Oktober 2018 hatte folgendes Ergebnis:
| Direktkandidat      | Partei           | Erststimmen in % | Gesamtstimmen in % | Veränderung der Gesamtstimmen im Vergleich zur Landtagswahl 2013 in % |
| ------------------- | ---------------- | ---------------- | ------------------ | --------------------------------------------------------------------- |
| Walter Taubeneder   | CSU              | 42,1             | 41,0               | - 13,3                                                                |
| Sabine Meyerhofer   | SPD              | 7,5              | 7,4                | − 9,0                                                                 |
| Christian Lindinger | Freie Wähler     | 13,1             | 14,7               | + 4,5                                                                 |
| Toni Schuberl       | GRÜNE            | 10,2             | 9,8                | + 3,7                                                                 |
| Bettina Illein      | FDP              | 4,2              | 4,1                | + 0,9                                                                 |
| Johannes Hagnauer   | LINKE            | 2,4              | 2,5                | + 0,6                                                                 |
| Kai-Uwe Hafer       | BP               | 2,3              | 2,2                | + 0,3                                                                 |
| Walter Dankesreiter | ÖDP              | 4,0              | 3,3                | + 0,2                                                                 |
| -                   | PIRATEN          | -                | 0,2                | - 0,6                                                                 |
| Oskar Atzinger      | AfD              | 14,3             | 14,1               | + 14,1                                                                |
| -                   | mut              | -                | 0,1                | + 0,1                                                                 |
| -                   | Tierschutzpartei | -                | 0,5                | + 0,5                                                                 |
| -                   | V-Partei³        | -                | 0,1                | + 0,1                                                                 |

Neben dem direkt gewählten Wahlkreisabgeordneten Walter Taubeneder (CSU) wurde der Kandidat der Grünen Toni Schuberl über die Bezirksliste seiner Partei in den Landtag gewählt. Im Februar 2022 rückte Oskar Atzinger (AfD) in den Landtag nach.

## Landtagswahl 2013
Bei der Landtagswahl 2013 waren im Stimmkreis 90.405 Einwohner wahlberechtigt. Die Wahl hatte folgendes Ergebnis:
| Direktkandidat      | Partei       | Erststimmen in % | Gesamtstimmen in % | +/- der Gesamtstimmen ggü. 2008 in %-P. |
| ------------------- | ------------ | ---------------- | ------------------ | --------------------------------------- |
| Walter Taubeneder   | CSU          | 55,0             | 54,5               | + 7,2                                   |
| Andreas Winterer    | SPD          | 16,1             | 16,4               | + 2,2                                   |
| Christian Lindinger | Freie Wähler | 9,0              | 10,2               | + 1,3                                   |
| Eike Hallitzky      | GRÜNE        | 7,1              | 6,1                | - 0,3                                   |
| Christian Neulinger | FDP          | 3,0              | 3,1                | - 6,2                                   |
| Wolfgang Reddies    | LINKE        | 2,0              | 1,9                | - 2,8                                   |
| Ingrid Ohly         | ÖDP          | 3,7              | 3,2                | - 2,3                                   |
| Franz Berger        | REP          | 0,8              | 0,8                | - 0,2                                   |
| Uwe Heinze          | NPD          | 1,2              | 1,2                | - 0,4                                   |
| Thomas Heilmeier    | BP           | 2,1              | 1,9                | + 0,6                                   |
| -                   | Piraten      | -                | 0,8                | n.k.                                    |

## Landtagswahl 2008
Die Landtagswahl 2008 hatte folgendes Ergebnis:
| Direktkandidat      | Partei       | Erststimmen in % | Gesamtstimmen in % | +/- der Gesamtstimmen ggü. 2003 in %-P. |
| ------------------- | ------------ | ---------------- | ------------------ | --------------------------------------- |
| Walter Taubeneder   | CSU          | 46,1             | 41,7               | - 20,4                                  |
| Walter Senkmüller   | SPD          | 14,4             | 14,2               | - 0,3                                   |
| Eike Hallitzky      | GRÜNE        | 7,5              | 6,3                | + 2,3                                   |
| Christian Lindinger | Freie Wähler | 9,6              | 8,9                | + 5,7                                   |
| Johann Brandl       | FDP          | 8,4              | 9,2                | + 6,5                                   |
| Georg Treiber       | REP          | 1,0              | 1,0                | - 1,4                                   |
| Ingrid Ohly         | ödp          | 5,2              | 5,5                | + 0,7                                   |
| Josef Sailer        | BP           | 1,5              | 1,3                | + 0,5                                   |
| -                   | BüSo         | -                | -                  | - 0,0                                   |
| Erwin Petzi         | LINKE        | 4,7              | 4,7                | + 4,7                                   |
| -                   | VIOLETTE     | -                | 0,1                | + 0,1                                   |
| Ronny Goth          | NPD          | 1,5              | 1,6                | + 1,6                                   |